# Покровка (городской округ Славгород)
Покровка — село в Алтайском крае России. Входит в городской округ город Славгород.

## История
Основано в 1910 году. В 1928 году посёлок Покровка состоял из 94 хозяйств. Являлся центром Покровского сельсовета Славгородского района Славгородского округа Сибирского края.

## Население
В 1928 году в посёлке проживало 477 человек (244 мужчины и 233 женщины), основное население — украинцы.
| 1997 | 1998 | 1999 | 2000 | 2001 | 2002 | 2003 |
| ---- | ---- | ---- | ---- | ---- | ---- | ---- |
| 742  | ↗784 | ↘770 | ↗771 | ↘746 | ↘728 | ↘678 |
| 2004 | 2005 | 2006 | 2007 | 2008 | 2009 | 2010 |
| ↗695 | ↘615 | ↘586 | ↘579 | ↗580 | ↗598 | ↘518 |
| 2011 | 2012 | 2013 |      |      |      |      |
| ↗520 | ↗538 | ↘507 |      |      |      |      |